# Provincia di Manuel María Caballero
La provincia di Manuel María Caballero è una delle 15 province del dipartimento di Santa Cruz nella Bolivia orientale. Il capoluogo è la città di Comarapa.
Al censimento del 2001 possedeva una popolazione di 20.010 abitanti.

## Geografia antropica

### Suddivisioni amministrative
La provincia è suddivisa in 2 comuni:
- Comarapa
- Saipina